# بن أينسلي
بن أينسلي (Ben Ainslie) هو لاعب أولمبي لرياضة سباق القوارب الشراعية من بريطانيا العظمى. شارك في الأولمبياد الصيفي في 1996–2012، وفاز بما مجموعه 5 ميداليات.

## الميداليات
| ذهب | فضة | برونز | المجموع |
| 4   | 1   | 0     | 5       |

## روابط خارجية
- بن أينسلي على موقع الاتحاد الدولي للملاحة الشراعية (موقع جديد) (الإنجليزية)
- بن أينسلي على موقع الاتحاد الدولي للملاحة الشراعية (موقع قديم) (الإنجليزية)
- بن أينسلي على موقع اللجنة الأولمبية الدولية (الإنجليزية)
- بن أينسلي على موقع أوليمبيديا (الإنجليزية)
- بن أينسلي على موقع اللجنة الأولمبية البريطانية (الإنجليزية)